# Конфорти, Гвидо Мария
Святой Гвидо Мария Конфорти (итал. Guido Maria Conforti, 30 марта 1865, Парма, Эмилия-Романья — 5 ноября 1931, Парма, Эмилия-Романья) — итальянский архиепископ, в 1895 году основавший «Благочестивое общество святого Франциска Ксаверия для заграничных миссий» (лат. Pia Societas Sancti Francisci Xaverii pro exteris missionibus; LH), также известных как ксаверианцы. Генеральный викарий Пармы (1896—1902), архиепископ Равенны (1902—1904), титулярный архиепископ Ставрополиса (1904—1907), епископ-коадъютор Пармы (1904—1907) и епископ Пармы (1907—1931).
В 2011 году канонизирован папой Бенедиктом XVI.

## Биография
Родился 30 марта 1865 года в Парме, Италия. Восьмой из десяти детей Ринальдо и Антонии Адорни Конфорти. С 1872 года посещал начальную школу, управляемую ласаллианцами, и каждый день по пути на уроки заходил в приходскую церковь Санта-Мария-делла-Паче.
В ноябре 1876 года поступил в семинарию в Парме. Прочитав труды святого Франциска Ксаверия, захотел стать миссионером, однако иезуиты и салезианцы отказались принять его в новициат. В то время ректором семинарии был Андреа Карло Феррари, будущий кардинал и блаженный. Он стал наставником Конфорти и назначил его проректором. Рукоположен в священники 22 сентября 1888 года в Фонтанеллато и преподавал в местной семинарии. Назначен генеральным викарием епархии Пармы 7 марта 1896 года.
3 декабря 1895 года Конфорти учредил «Благочестивое общество святого Франциска Ксаверия для заграничных миссий», и уже 3 декабря 1898 года организация получила одобрение папы Льва XIII. В 1899 году первые миссионеры ордена были отправлены в Китай. В мае 1902 года, после смерти кардинала Агостино Гаэтано Рибольди, назначен архиепископом Равенны. Рукоположен в сан епископа 11 июня 1902 года в базилике Сан-Паоло-фуори-ле-Мура; подал в отставку по состоянию здоровья в октябре 1904 года. 14 ноября назначен епископом-коадьютором Пармы и титулярным архиепископом Ставрополиса.
В 1907 году стал епископом Пармы, сохранив за собой личный титул архиепископа. Особое внимание он уделял религиозному образованию. Конфорти якобы был инициатором энциклики папы Бенедикта XV Maximum illud, изданной 30 ноября 1919 года. Документ называют Великой хартией вольностей современной католической миссионерской деятельности.
Отправился в Китай в 1928 году для встречи с работавшими там ксаверианцами. Вернувшись в Парму, в октябре 1931 года заболел и через месяц скончался.

## Почитание
Процесс канонизации был начат в Парме 29 мая 1959 года при папе Иоанне XXIII. 11 февраля 1982 года папа Иоанн Павел II объявил его досточтимым, а 17 марта 1996 года причислил к лику блаженных. Папа Бенедикт XVI причислил Конфорти к лику святых 23 октября 2011 года после подтверждения чуда, необходимого для канонизации.
День памяти — 5 ноября.